# Myurium subnitens
Myurium subnitens là một loài Rêu trong họ Myuriaceae. Loài này được Dixon mô tả khoa học đầu tiên năm 1924.